# 埃鲁维莱特
埃鲁维莱特（法語：Hérouvillette，法語發音：[eʁuvilɛt] ⓘ）是法国卡尔瓦多斯省的一个市镇，属于卡昂区。

## 地理
埃鲁维莱特（49°13'18"N, 0°14'38"W）面积4 平方千米，位于法国诺曼底大区卡爾瓦多斯省，该省份为法国西北部沿海省份，北濒大西洋英吉利海峡，东北与滨海塞纳省以海上边界相接，东临厄尔省，南至奧恩省，西与芒什省接壤。
与埃鲁维莱特接壤的市镇（或旧市镇、城区）包括：布雷维尔莱蒙、科隆贝勒、埃斯科维尔、朗维尔。

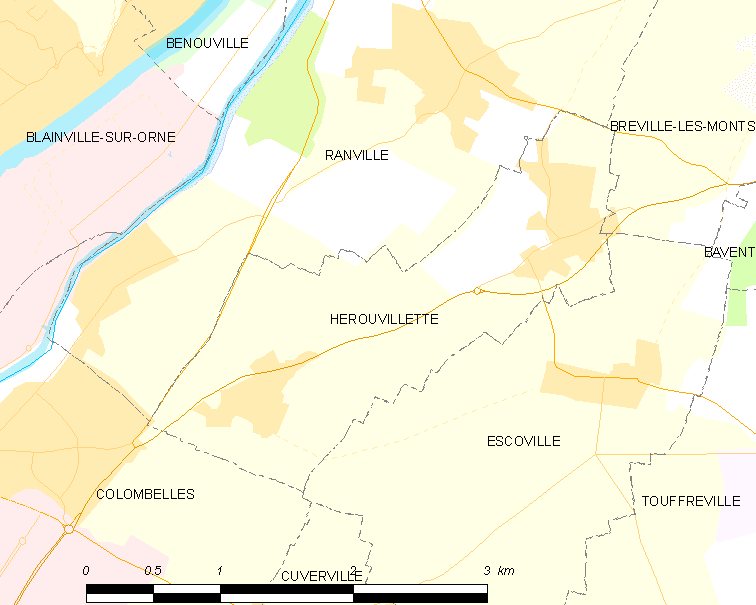
埃鲁维莱特的OSM定位图

埃鲁维莱特的时区为UTC+01:00、UTC+02:00（夏令时）。

## 行政
埃鲁维莱特的邮政编码为14850，INSEE市镇编码为14328。

## 政治
埃鲁维莱特所属的省级选区为卡堡县。

## 人口

1962-2008年间埃鲁维莱特人口变化图示

埃鲁维莱特于2022年1月1日时的人口数量为1353人。